# دانيال فرنانديز توريس
دانيال فرنانديز توريس (بالإنجليزية: Daniel Fernández Torres)‏ هو كاهن كاثوليكي أمريكي، ولد في 27 أبريل 1964 في شيكاغو في الولايات المتحدة.